# Історія Боснії і Герцеговини

## Давня історія. У складі Римської імперії
У центральній частині Боснії вже в неоліті з'явилося мистецтво кераміки, що свідчить про розвиток місцевого населення в ті століття. Неолітичну культуру Боснії прийнято називати Бутмірською, оскільки її сліди вперше були виявлені неподалік від Сараєво. Культура була знищена племенами, що вторглися до Боснії в III тисячолітті до н. е.. Ці племена вміли добувати залізо і робити з нього вироби і зброю, завдяки чому перемогли представників бутмірської культури. Про подальшу історію цих територій аж до II тисячоліття до н. е. мало що відомо.
На рубежі I і II тисячоліття до н. е. в Боснію прийшли іллірійці. Вони стали основними жителями країни. Через півстоліття в регіон з півночі стали переселятись кельти. В I столітті до н. е. територія Боснії була завойована римлянами. У складі Римської імперії вона отримала статус провінції і назву Іллірик (за назвою племені, що населяло цю територію).

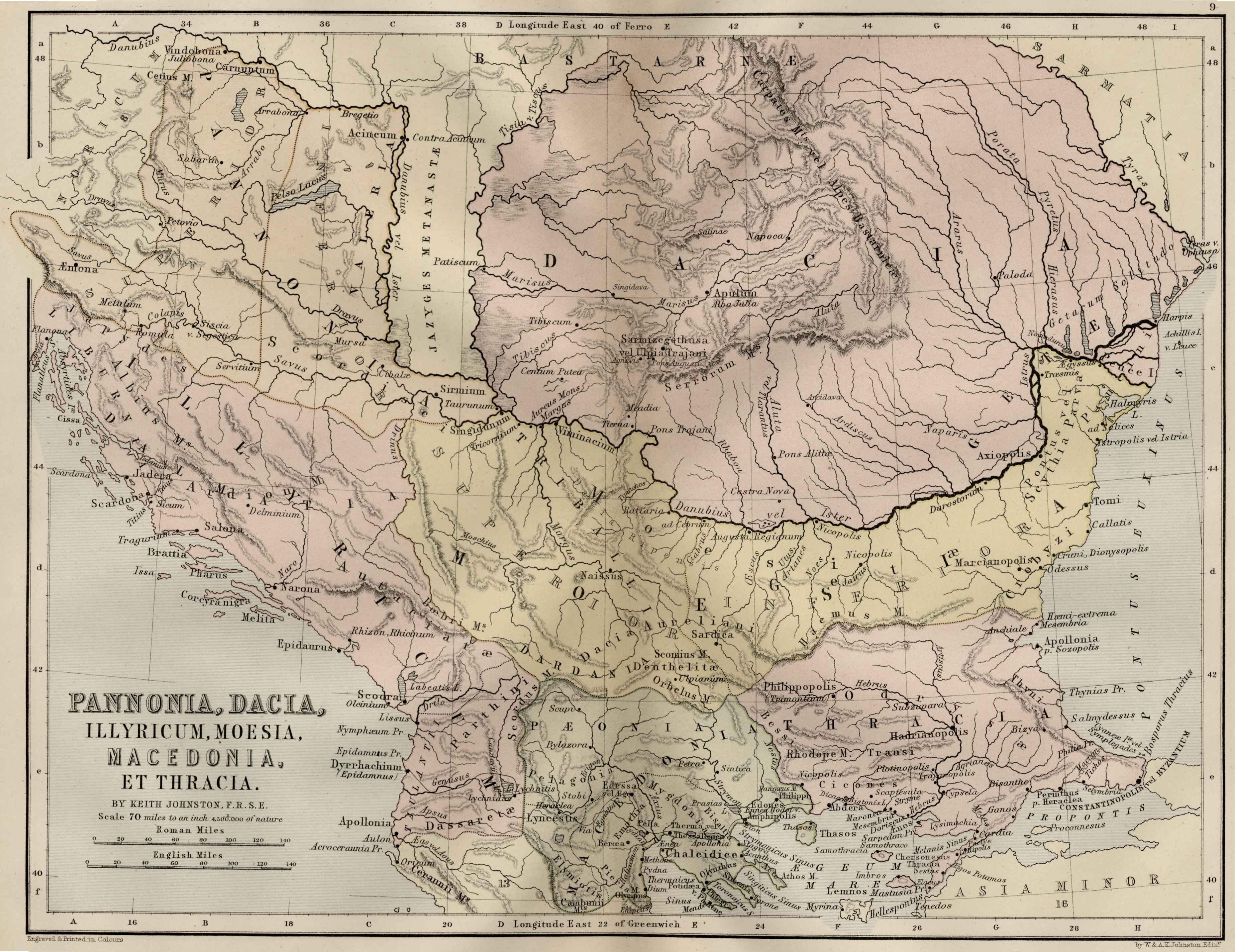
Карта 4-х римських провінцій, в тому числі і Іллірики

З того часу і до V століття провінція належала римлянам. У V столітті Римська імперія розпалася, утворивши дві нові — Західну Римську імперію і Східну Римську імперію, або Візантію. Іллірик відійшов до Візантії. До того часу через Дунай на Балканський півострів потрапило безліч різних племен і народів, серед яких були й слов'яни. Слов'янські племена почали активне розселення на всьому півострові, і до VII століття зайняли боснійську територію. Населення західної частини Балкан слов'янізувалося, зайнявши більшу частину території і залишивши візантійськими тільки укріплені міста, які важко було взяти.

## Середньовіччя
У середні віки Боснія останньою, з областей заселених південними слов'янами, створила власну державу і останньою навернулася в християнську віру, оскільки вона географічно була ізольована від своїх сусідів, що дозволяло її культурі розвиватися самобутнім шляхом. У ранньому Середньовіччі територія Боснії належала державі Рашка (Сербія). В 960 р. територія добилася самоврядування. В 1018 номінально потрапила під владу Візантії. На початку XII століття частина Боснії внаслідок воєн потрапила до складу Угорщини. Угорський король отримав титул «Ramae rex» (король Рами, тобто Боснії), оскільки держава лежала в основному в долині річки Рама. Король Угорщини також призначав своїх намісників (банів) для керування Боснією. Потім на деякий час Боснія знову потрапила під візантійський вплив, але бан Кулін Боснійський наприкінці XII століття знову визнав себе васалом короля Угорщини, хоча поводив себе як цілком незалежний правитель. Він надав торговельні привілеї купцям з Дубровника, заохочував переселення майстрів та ремісників з Хорватії, підтримував видобуток залізної руди і т. д.
У 1203 р. Папа римський закликав Куліна і боснійські старші релігійні громади відмовитися від єресі і прийняти католицтво. В 1250, після ряду хрестових походів у Боснії, Угорщина перепідпорядкувала собі ці землі. Сто років Боснія була католицькою державою, підпорядкованою Угорщині, поки в 1377 Твртко I Котроманич не оголосив себе боснійським королем. До кінця XIV століття Боснія, будучи розширеною за рахунок сусідніх земель, стала великою слов'янською державою з виходом до Адріатичного моря. Тепер до складу Боснії входили Хорватія, Далмація і Герцеговина (Хум), через що населення країни сильно зросло і стало багатонаціональним.
Однак після смерті Твртка держава розорилися і занепала. Угорці знову почали напади на Боснію, віднявши північну і центральну частини Далмації. У XV столітті ситуація ускладнилася тим, що феодали відмовилися підкорятися королю. У Хумі місцевий феодал Степан Вукчич в 1449 році самовільно став герцогом, через що на підвладні йому території поширилася назва «Герцеговина», яка й досі використовується.

## У складі Османської імперії
У 1463 році більша частина Боснії потрапила під турецьку владу, а в 1482 р. і Герцеговина підкорилися туркам. У складі Османської імперії ці два регіони були об'єднані під владою єдиної місцевої адміністрації, і був утворений єдиний вілаят Боснія. У 1528 році, після перемоги турків над угорцями у битві при Мохачі, Боснійський район Яйце теж потрапив до турків. Так, об'єднані Боснія і Герцеговина, до 1718 року належали Османській імперії. У 1718 році, на два десятиліття, частина цих територій потрапила до Габсбургів, але потім знову була повернута до складу Османської імперії.
Під владою турків Боснія і Герцеговина отримала особливий статус успадкованого дворянства, а її територія була розширена за рахунок Хорватії. У Боснії почалося масове навернення до ісламу, але деякі місцеві мешканці зважилися залишитися католиками. Згодом релігійна картина Боснії та Герцеговини ускладнилася: після того, як православні валахи з Дунаю прибули до Сербії для охорони кордонів з Австро-Угорщиною, величезна частина католиків Герцеговини перейшла у православ'я.
В 1849 році стався заколот у зв'язку з введенням в 1839 році закону «про рівність всіх підданих султана Османської імперії перед законом» та скасуванням в Боснії в 1848 році обов'язкової феодальної праці. Його влаштували колишні великі землевласники, яким цей закон був не вигідний через те, що селяни тепер не зобов'язані були працювати на них безкоштовно. В 1851 році заколот був придушений.
В 1875 році спалахнуло нове повстання. Приводом до нього став неврожай, а причини були як економічними, так і політичними. Великі землевласники були незадоволені вкрай низькою рентою і, знову таки, законами 1839 і 1848 років, а люди бажали широкої автономії краю або об'єднання з Сербією або Хорватією. В 1878 році відбувся Берлінський конгрес, на якому було вирішено передати Боснію і Герцеговину під управління Австро-Угорщини.

## У складі Австро-Угорщини
У перші десятиліття під владою австро-угорського імператора Боснія і Герцеговина активно розвивалися. Збудована залізниця, засновувано банки, відкривалися фабрики і заводи — у країні проходила індустріалізація. Попри це, в провінції встановився напівколоніальний режим. Місцеві вихідці не могли працювати в адміністрації краю, оскільки там працювали тільки австро-угорці. Посилилося політичне протистояння хорватів і сербів, так як і ті, і інші бажали приєднання цих територій, відповідно, до Хорватії та Сербії.
В 1903 році на сербський трон зійшов Петро I Карагеоргієвич. У Сербії відбувся сплеск націоналізму. Розпочалася Боснійська криза, що закінчилася в 1908 році приєднанням Боснії та Герцеговини до Австро-Угорщини. Це поставило всю Європу на межу Першої світової війни.
Протягом десяти років в Боснії та Герцеговині відбувалося нагнітання сербського націоналізму. Тепер боснійські серби бажали повного об'єднання з Сербією. Боснією та Герцеговиною прокотилася хвиля терактів, учинених молодими місцевими сербами за підтримки сербської розвідки. В 1914 році сталося вбивство австрійського ерцгерцога Франца Фердинанда, яке й поклало початок Першій світовій війні.

## У складіКоролівства ЮгославіяіСФРЮ
Коли Перша світова війна закінчилася, то Австро-Угорщина розпалася. Боснія і Герцеговина потрапила до складу Королівства сербів, хорватів і словенців (королівство СХС). Боснійські мусульмани в особі організації ЮМО (Югославська мусульманська організація) почали боротьбу за надання автономії Боснії та Герцеговини. В 1929 р. Александр Карагеоргійович оголосив королівський диктат і перетворив Королівство СХС на королівство Югославія. Боснія і Герцеговина були розділені на кілька бановин. В 1939 р. з бановин з переважним хорватським населенням було створено автономну Бановину Хорватія.
Коли під час Другої світової війни Німеччина і її союзники окупували Королівство Югославії, то розділили його на кілька областей, при цьому Боснія і Герцеговина стали частиною незалежної хорватської держави. Цей німецький сателіт очолив фашистський режим усташів. Період окупації характеризувався тим, що в Боснії та Герцеговині усташі переслідували і вбивали сербське населення, а сербські підпільні організації навпаки, убивали мусульман.
Після закінчення війни Боснія і Герцеговина отримала статус республіки у складі Югославській федерації, яку за радянським зразком створив Йосип Броз Тіто. До 1966 р. в керівних структурах переважали серби, переслідувати хорватських та мусульманських націоналістів, однак, після 1966 року Броз Тіто став покладатися в основному на комуністів, хоч ким би вони були. Одночасно він створював умови для розвитку і процвітання мусульманських громад Боснії та Герцеговини як плату за поступливість перед його режимом.

## Незалежність. Громадянська війна

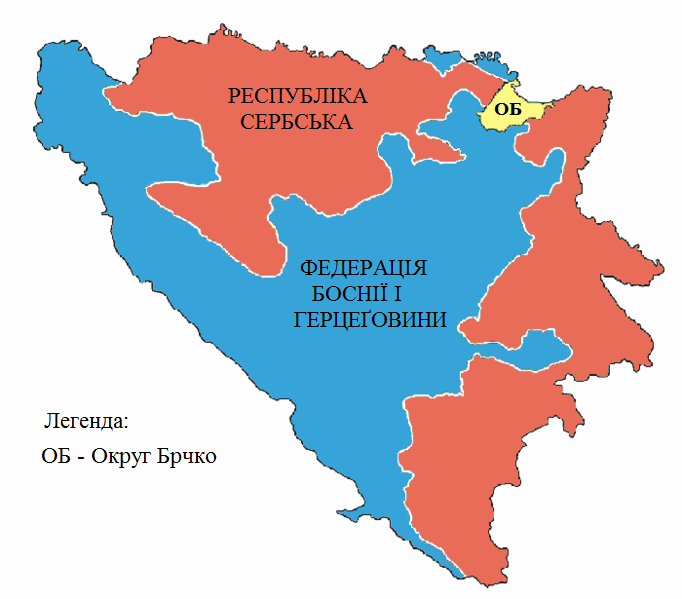
Сучасний поділ Боснії та Герцеговини

За результатами місцевих виборів до влади в Боснії та Герцеговині прийшли різні національні партії. Мусульманська партія демократичної дії (ПДД) ніяк не могла ужитися з Сербською демократичною партією (СДП). У регіоні ріс релігійний і національний шовінізм.
У березні 1992 року Боснія і Герцеговина проголосила незалежність і спочатку була визнана країнами Європейського союзу і США, слідом за чим її почали визнавати й інші держави у всьому світі. Нерегулярні війська сербів, негласно підтримувані Югославською армією, почали громадянську війну, за підсумками якої держава розпалася. Під час війни часто підписувалися різні договори та перемир'я, які незабаром порушувалися.
ЄС і ООН розробили план з урегулювання ситуації в Боснії та Герцеговині. Відповідно до нього, країна поділялася на 10 областей, кожна з яких була однорідна за своїм національним складом. Боснійські серби на чолі з Радованом Караджичем мали б повернути відібрану у мусульман територію. Хорвати і боснійці погодилися з цим планом, але серби відмовилися слідувати йому. В серпні 1995 року літаки ВПС США приступили до бомбардування позицій військ боснійських сербів. У результаті боснійці і хорвати визнали автономію сербської громади у складі Боснії та Герцеговини. В грудні 1995 року конфлікт був улагоджений Дейтонськими угодами за посередництва США. Але і після підписання цих угод обстановка в регіоні була вкрай нестійка.
В Гаазі був заснований міжнародний трибунал з розслідування воєнних злочинів на теренах колишньої Югославії. У 1997 націоналізм і шовінізм в країні трохи стих, почали виявлятися тенденції до співпраці між сербською і боснійською владою, однак цього домоглися тільки шляхом тиску міжнародного співтовариства на Боснію і Герцеговину. Після Дейтонських угод за цілісністю держави стежили війська НАТО.